# البطولات الوطنية الأمريكية 1918 (كرة مضرب)
قائمة بالأبطال في 1918 البطولات الوطنية الأمريكية لكرة المضرب (المعروفة الآن باسم أمريكا المفتوحة):

## الكبار

### فردي رجال
ليندلي موراي هزم  بيل تيلدن 6-3 6-1 7-5

### فردي سيدات
مولا بجورستدت مالوري هزم  إيليناور إ. جوس 6-4, 6-3